# Herb gminy Zawonia
Herb gminy Zawonia – symbol gminy Zawonia, ustanowiony w 1996.

## Wygląd i symbolika
Herb przedstawia na tarczy w polu złotym stojącą postać św. Jadwigi Śląskiej, patronki kościoła w Zawoni, ubranej w długą, czarną szatę, z mitrą książęcą na głowie obwiedzionej żółtą aureolą, trzymającą w dłoni model kościoła. U stóp świętej znajdują się dwie tarcze herbowe: z orłem dolnośląskim oraz białym orłem i lwem na czerwonym polu (nawiązanie do związków z Polską i Czechami). Całość wyobrażenia położono na niebieskim kartuszu, ten zaś na czarnym tle, na którym dodano jeszcze czerwoną wstęgę z nazwą gminy, znak Henryka Brodatego w postaci księżyca z krzyżem oraz dwie daty: 1236 (najstarsza wzmianka o Zawoni) i 1257 (data lokacji Zawoni jako miasta). 